# Gran Premio di Francia 1906
Il Gran Premio di Francia 1906 fu la I edizione del Gran Premio di Francia e si svolse a Le Mans.
La gara, organizzata dall'Automobile Club de l'Ouest, fu disputata il 26 e 27 giugno 1906 e fu vinta da Ferenc Szisz su Renault AK. Fu il primo Gran Premio nazionale della storia e nel ventennio successivo quasi tutti i Paesi oggi più legati all'automobilismo sportivo imitarono l'iniziativa, istituendo le loro gare nazionali.

## La gara
Furono disputati 12 giri del tracciato – 6 per ciascuno dei due giorni di gara – su un percorso di 103,17 km disegnato lungo strade normalmente aperte al traffico nei dintorni di Le Mans, per un totale di 1.238,03 km.
Le strade vennero chiuse alle 5 del mattino. Un sorteggio tra le tredici squadre stabilì l'ordine di partenza e assegnò un numero e una lettera ("A", "B" o "C") a ciascuna. Le vetture con la lettera "A" formarono una fila, quelle con la "B" un'altra, mentre le auto "C", che sarebbero partite per ultime, vennero schierate lungo il lato della pista per lasciare passaggio alle concorrenti già in corsa. Le partenze iniziarono alle 6:00, con intervalli di 90 secondi.
La vettura "1A" avrebbe dovuto partire per prima, ma si fermò sulla linea di partenza e non riuscì a ripartire, lasciando spazio alla FIAT di Vincenzo Lancia. A seguire partirono Ferenc Szisz per la Renault, Victor Hémery per la Darracq, Paul Baras per la Brasier, Camille Jenatzy per la Mercedes, Louis Rigolly per la Gobron-Brillié e Alessandro Cagno per l'Itala. Philippe Tavenaux (Grégoire) non prese il via, così come Marius Barriaux (Vulpes), escluso prima della gara per eccesso di peso. L’ultimo a partire fu il Clément-Bayard di "de la Touloubre" (n. 13C), alle 6:49:30.
Maurice Fabry (Itala) fu il più veloce nei primi chilometri, completando il primo km in 43,4 secondi. Tuttavia, Paul Baras (Brasier) fece registrare il giro più veloce in 52'25,4", salendo al comando. Dopo aver mantenuto la testa nel secondo giro, fu superato da Szisz nel terzo. Con l’aumentare del caldo, il catrame cominciò a sciogliersi, diventando più pericoloso della polvere, colpendo piloti e meccanici al volto e provocando infiammazioni agli occhi. Il pilota Renault J. Edmond fu particolarmente colpito: i suoi occhiali rotti non riuscirono a proteggerlo e i commissari gli impedirono di sostituirli, così come non fu possibile sostituirlo con un altro pilota. Continuò per altri due giri prima di ritirarsi.
Aldo Weilschott (FIAT) passò dal 14º al 3º posto entro il quinto giro, ma fu costretto al ritiro dopo un’uscita di pista a Vibraye. Szisz mantenne la leadership fino a fine giornata, completando i primi sei giri in 5h45'30,4", con 26 minuti di vantaggio su Albert Clément (Clément-Bayard). Felice Nazzaro (FIAT), partito lentamente, recuperò fino alla terza posizione, a 15 minuti da Clément. Diciassette vetture completarono la prima giornata; l’ultima fu Henri Rougier (Lorraine-Dietrich) in 8h15'55", con oltre 2 ore e mezza di ritardo da Szisz. Le vetture rimaste in gara vennero trasferite nel parco chiuso, sorvegliato durante la notte.
Il tempo impiegato il primo giorno determinava l’orario di partenza del secondo: Szisz partì alle 5:45, Clément alle 6:11, Nazzaro alle 6:26. Ogni auto venne trainata fuori dal parco da un cavallo, addestrato al rumore dei motori. Solo dopo il segnale di partenza, pilota e meccanico potevano lavorare sul veicolo. Szisz e Clément si fermarono subito ai box, mentre Nazzaro proseguì, guadagnando tempo. Clément accorciò le distanze su Szisz, e Nazzaro si avvicinò a Clément.
Jenatzy e Lancia, entrambi con problemi alla vista, cercarono di farsi sostituire: Jenatzy fu rilevato da "Burton", mentre Lancia, non trovando il suo sostituto, fu costretto a correre con abiti civili.
Elliott Shepard (Hotchkiss), quarto alla fine del primo giorno, perse mezz'ora ai box e si ritirò più tardi per un guasto alla ruota. Altri ritiri per guasti o incidenti riguardarono Teste (Panhard), Richez (Renault), Rigolly (Gobron-Brillié) e altri. Clément aveva guadagnato 23 minuti su Nazzaro, ma questi lo ridusse a tre al giro successivo. Dopo un breve rifornimento che fece ri-passare Clément, Nazzaro lo superò di nuovo e chiuse davanti a lui per meno di un minuto.
Ferenc Szisz tagliò il traguardo per primo, nonostante la rottura della sospensione posteriore al decimo giro. Il suo vantaggio era tale da permettergli una guida prudente. Vinse con un tempo complessivo di 12h12'07", con 32 minuti su Nazzaro e 35 su Clément. Barillier (Brasier) fu quarto, seguito da Lancia e George Heath (Panhard). Baras, autore del miglior giro della gara, chiuse settimo. Gli ultimi classificati furono "Pierry" (Brasier), "Burton", e "Mariaux" (Mercedes), quest’ultimo 11° e con oltre quattro ore di distacco da Szisz.
Rougier, autore del miglior giro del secondo giorno (53'16,4"), si ritirò al decimo giro. Tra gli altri ritiri: Hémery, Hanriot, Wagner (problemi al motore), Rigolly, Civelli de Bosch, Cagno (guasti ai radiatori), de Caters, Shepard, Le Blon, Villemain, Florio (guasti alle ruote), Gabriel, "de la Touloubre", Tart (altri problemi meccanici), Fabry, Weilschott, Teste, Richez, Salleron (incidenti), ed Edmond, l’unico a ritirarsi per un infortunio personale.
Alla fine, 11 vetture furono classificate, 2 non classificate e 21 si ritirarono.

## Classifica
| Pos. | Nº  | Pilota                   | Auto              | Giri | Tempo           |
| ---- | --- | ------------------------ | ----------------- | ---- | --------------- |
| 1    | 3A  | Ferenc Szisz             | Renault           | 12   | 12:14:07.4      |
| 2    | 2B  | Felice Nazzaro           | FIAT              | 12   | +32:19.4        |
| 3    | 13A | Albert Clément           | Clément-Bayard    | 12   | +35:39.2        |
| 4    | 5B  | Jules Barillier          | Brasier           | 12   | +1:38:53.0      |
| 5    | 2A  | Vincenzo Lancia          | FIAT              | 12   | +2:08:04.0      |
| 6    | 10A | George Heath             | Panhard           | 12   | +2:33:38.4      |
| 7    | 5A  | Paul Baras               | Brasier           | 12   | +3:01:43.0      |
| 8    | 1C  | Arthur Duray             | Lorraine-Dietrich | 12   | +3:11:54.6      |
| 9    | 5C  | "Pierry"                 | Brasier           | 12   | +4:01:00.6      |
| 10   | 6A  | Camille Jenatzy "Burton" | Mercedes          | 12   | +4:04:35.8      |
| 11   | 6B  | "Mariaux"                | Mercedes          | 12   | +4:34:44.4      |
| RIT  | 1B  | Henri Rougier            | Lorraine-Dietrich | 10   | Foratura        |
| RIT  | 3C  | Claude Richez            | Renault           | 8    | Incidente       |
| RIT  | 12C | Elliott Shepard          | Hotchkiss         | 7    | Ruota           |
| RIT  | 4A  | Victor Hémery            | Darracq           | 7    | Motore          |
| RIT  | 7A  | Louis Rigolly            | Gobron-Brillié    | 7    | Radiatore       |
| RIT  | 10C | Georges Teste            | Panhard           | 6    | Incidente       |
| RIT  | 3B  | J. Edmond                | Renault           | 5    | Infortunio      |
| RIT  | 2C  | Aldo Weilschott          | FIAT              | 5    | Incidente       |
| RIT  | 6C  | Vincenzo Florio          | Mercedes          | 5    | Ruota           |
| RIT  | 13B | A. Villemain             | Clément-Bayard    | 4    | Ruota           |
| RIT  | 12A | Hubert Le Blon           | Hotchkiss         | 4    | Ruota           |
| RIT  | 10B | Henri Tart               | Panhard           | 4    | Sospensione     |
| RIT  | 13C | "De la Touloubre"        | Clément-Bayard    | 3    | Riduttore       |
| RIT  | 12B | Jacques Salleron         | Hotchkiss         | 2    | Incidente       |
| RIT  | 4B  | Louis Wagner             | Darracq           | 2    | Motore          |
| RIT  | 8A  | Alessandro Cagno         | Itala             | 2    | Radiatore       |
| RIT  | 8C  | Pierre de Caters         | Itala             | 1    | Ruota           |
| RIT  | 1A  | Fernand Gabriel          | Lorraine-Dietrich | 0    | Asta del raggio |
| RIT  | 8B  | Maurice Fabry            | Itala             | 0    | Incidente       |
| RIT  | 9B  | Xavier Civelli de Bosch  | Grégoire          | 0    | Radiatore       |
| RIT  | 4C  | René Hanriot             | Darracq           | 0    | Motore          |
| NC   | 9A  | Philippe Tavenaux        | Grégoire          |      |                 |
| NC   | 11A | Marius Barriaux          | Vulpes            |      |                 |

## Galleria d'immagini

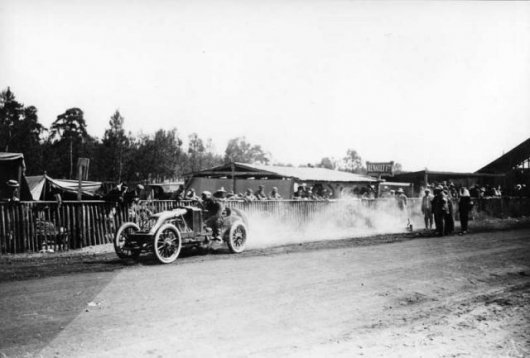
Il vincitore della gara, l'ungherese Ferenc Szisz, riparte dopo una sosta ai box
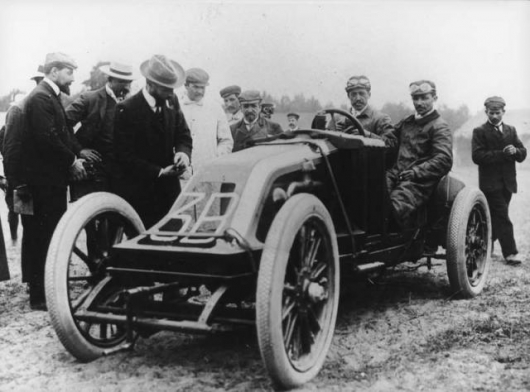
Il pilota J. Edmond della Renault
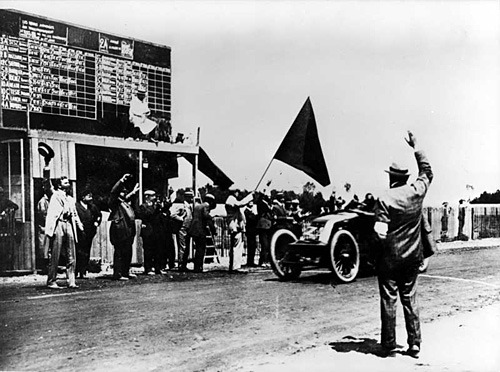
L'arrivo vittorioso di Ferenc Szisz
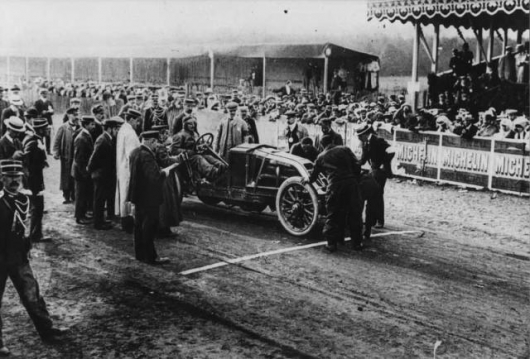
La griglia di partenza
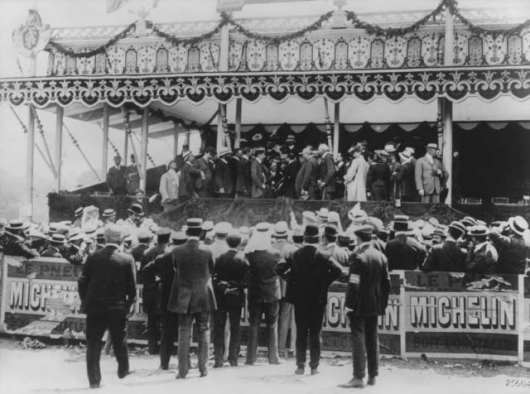
La cerimonia di premiazione